# Катанія (аеропорт)
Аеропорт Катанія-Фонтанаросса, або аеропорт Вінченцо Белліні (італійська aeroporto internazionale Vincenzo Bellini di Catania-Fontanarossa,) (IATA: CTA, ICAO: LICC) — міжнародний аеропорт за 4,3 км  NW від Катанії, другого за величиною міста на італійському острові Сицилія. Найменовано на честь оперного композитора Вінченцо Белліні, який народився в Катанії.
Аеропорт є хабом для:
- Alitalia
- Mistral Air
- Ryanair

## Авіалінії та напрямки
| Авіакомпанія                  | Пункт призначення |
| ----------------------------- | --- |
| Aegean Airlines               | Сезонний: Афіни |
| Aer Lingus                    | Сезонний: Дублін |
| Air Arabia Maroc              | Касабланка |
| Air France                    | Париж-Шарль де Голль |
| Air Italy                     | Мілан-Мальпенса |
| Air Malta                     | Лондон-Саутенд, Мальта, Відень |
| airBaltic                     | Сезонний: Рига |
| Alitalia                      | Болонья, Мілан-Лінате, Неаполь, Рим-Ф'юмічіно, Венеція Сезонний: Москва-Шереметьєво, Ст Петербург, Турин, Верона |
| Austrian Airlines             | Сезонний: Відень |
| Blue Air                      | Бухарест, Турин Сезонний: Бакеу |
| British Airways               | Сезонний: Лондон-Гатвік |
| Brussels Airlines             | Сезонний: Брюссель |
| Condor                        | Сезонний: Дюссельдорф |
| Corendon Dutch Airlines       | Сезонний: Маастрихт/Аахен |
| DAT                           | Лампедуза Сезонний: Пантеллерія |
| easyJet                       | Берлін-Тегель, Лондон-Гатвік, Лондон-Лутон, Манчестер, Мілан-Мальпенса, Неаполь, Париж-Шарль де Голль, Венеція Сезонний: Амстердам, Берлін-Шенефельд, Бордо, Бристоль, Ліон, Ніцца                                                   |
| easyJet Switzerland           | Базель-Мюлуз-Фрайбург, Женева |
| Edelweiss Air                 | Цюрих |
| Eurowings                     | Дюссельдорф Сезонний: Кельн/Бонн, Гамбург, Ганновер, Мюнхен, Нюрнберг, Штутгарт |
| Finnair                       | Сезонний: Гельсінкі |
| Flydubai                      | Дубай |
| Helvetic Airways              | Сезонний: Берн |
| Iberia                        | Сезонний: Мадрид |
| I-Fly                         | Сезонний чартер: Москва-Внуково |
| KLM                           | Амстердам |
| Lufthansa                     | Франкфурт, Мюнхен |
| Luxair                        | Seasonal: Люксембург |
| Neos                          | Сезонний: Мілан-Бергамо (з 2 червня 2019), Мілан-Мальпенса, Тенерифе-Південний (з 2 липня 2019), Верона |
| Norwegian Air Shuttle         | Сезонний: Копенгаген, Мадрид, Осло-Гардермуен, Стокгольм-Арланда |
| Ryanair                       | Афіни, Мілан-Бергамо, Берлін-Шенефельд, Болонья, Ейндговен, Франкфурт, Краків (з 5 квітня 2019), Мадрид, Мальта, Марракеш, Мілан-Мальпенса, Перуджа, Піза, Рим-Ф'юмічіно, Севілья, Тревізо, Трієст, Турин Сезонний: Кальярі, Марсель |
| S7 Airlines                   | Москва-Домодєдово |
| Scandinavian Airlines         | Сезонний: Копенгаген (з 30 червня 2019), Стокгольм-Арланда (з 6 квітня 2019) |
| SkyUp                         | Сезонний: Київ-Жуляни (з 2 червня 2019) |
| SmartWings                    | Сезонний: Прага |
| Swiss International Air Lines | Сезонний: Женева, Цюрих |
| Transavia                     | Сезонний: Амстердам |
| Transavia France              | Нант Сезонний: Ліон, Париж-Орлі |
| TUI Airways                   | Сезонний: Бірмінгем, Бристоль, Лондон-Гатвік, Манчестер |
| TUI fly Belgium               | Сезонний: Брюссель |
| Turkish Airlines              | Стамбул-Ататюрк |
| Ural Airlines                 | Сезонний: Єкатеринбург |
| Volotea                       | Барі, Генуя, Пескара, Венеція, Верона Сезонний: Анкона, Кальярі, Неаполь, Тулуза |
| Vueling                       | Барселона, Флоренція, Рим-Ф'юмічіно, Валенсія (з 3 квітня 2019) |
| Wizz Air                      | Бухарест, Будапешт, Яси, Катовиці, Краків (з 3 травня 2019), Лондон-Лутон (з 17 вересня 2019), Відень (з 23 лютого 2019), Варшава-Шопен, Львів Сезонний: Софія                                                                       |

## Статистика
| Рік  | Пасажирообіг | Зміна % |
| ---- | ------------ | ------- |
| 1966 | 260.412      | -       |
| 1968 | 362.251      | ▲39,1%  |
| 1983 | 1.067.510    | ▲194,7% |
| 1989 | 1.756.894    | ▲64,6%  |
| 1990 | 1.947.467    | ▲10,8%  |
| 1991 | 1.495.624    | ▼23,2%  |
| 1992 | 1.619.780    | ▲8,3%   |
| 1993 | 2.026.011    | ▲25,1%  |
| 1994 | 2.107.500    | ▲4,0%   |
| 1995 | 2.284.563    | ▲8,4%   |
| 1996 | 2.534.040    | ▲10,9%  |
| 1997 | 2.930.157    | ▲15,6%  |
| 1998 | 3.158.103    | ▲7,8%   |
| 1999 | 3.557.718    | ▲12,7%  |
| 2000 | 3.970.754    | ▲11,6%  |
| 2001 | 3.925.289    | ▼1,1%   |
| 2002 | 4.079.609    | ▲3,9%   |
| 2003 | 4.807.643    | ▲17,8%  |
| 2004 | 5.107.832    | ▲6,2%   |
| 2005 | 5.192.697    | ▲3,9%   |
| 2006 | 5.396.380    | ▲3,9%   |
| 2007 | 6.083.735    | ▲12,7%  |
| 2008 | 6.054.469    | ▼0,5%   |
| 2009 | 5.935.027    | ▼2,0%   |
| 2010 | 6.321.753    | ▲6,5%   |
| 2011 | 6.794.063    | ▲7,5%   |
| 2012 | 6.246.888    | ▼8,1%   |
| 2013 | 6.400.127    | ▲2,5%   |
| 2014 | 7.304.012    | ▲14,1%  |
| 2015 | 7.105.487    | ▼2,7%   |
| 2016 | 7.914.117    | ▲11,4%  |
| 2017 | 9.120.913    | ▲15,2%  |